# ISO/IEC 17065:2012
ISO/IEC 17065:2012 Đánh giá sự phù hợp - Yêu cầu đối với tổ chức chứng nhận sản phẩm, quá trình và dịch vụ (Comformity assessment - requirements for bodies certifying products, processes and services) là tiêu chuẩn quy định các yêu cầu đối đối với tổ chức tiến hành đánh giá, chứng nhận sản phẩm hợp chuẩn, hợp quy. Tiêu chuẩn được tổ chức chứng nhận sử dụng để thiết lập hệ thống chứng nhận sản phẩm và xin công nhận có đủ năng lực chứng nhận sản phẩm.
Tiêu chuẩn ISO/IEC 17065:2012 được ban hành ngày 15-9-2012, thay thế tiêu chuẩn ISO Guide 65 về chứng nhận sản phẩm đã được sử dụng từ năm 1996.

## Phạm vi áp dụng
Tiêu chuẩn này bao gồm các yêu cầu liên quan đến năng lực, hoạt động một cách nhất quán, và khách quan, không phân biệt đối xử của TCCN.
TCCN sản phẩm không cần cung cấp mọi loại hình chứng nhận sản phẩm, quá trình hay dịch vụ.
Chứng nhận sản phẩm là hoạt động đánh giá sự phù hợp của bên thứ ba.
Áp dụng cho Tổ chức công nhận đánh giá năng lực của các tổ chức chứng nhận sản phẩm
"Sản phẩm" được hiểu bao gồm cả, "quá trình"hoặc "dịch vụ"